# Alahis
Alahis (også: Alachis, Alagis; ? – 690, Cornate d'Adda) var en langobardisk konge af Italien der regerede fra 689 til 690. Før han blev konge efter et succesfuldt oprør i 689, var han hertug af Trento og Brescia.
Alahis havde før gjort oprør mod en tidligere konge Perctarit, men var blevet nedkæmpet taget til fange og senere tilgivet igen. Men da Perctarit døde og hans søn var blevet kronet, indledte han igen et oprør i 688. Alahis havde til start meget fremgang, det lykkedes ham at få tvunget Cunipert ud af Pavia og få ham til at søge tilflugt på et slot på en ø midt i Comosøen. Men Alagis regering var hård og tyrannisk så han mistede snart folkets opbakning. Og endeligt i 689, med folkets og den katolske kirkes opbakning, kunne Cunipert igen gå i offensive. Med mænd fra Piemonte besejrede de Alagis med hans mænd fra Venedig i et blodig slag ved Coronate, ved floden Adda, nær Monza. Alahis blev dræbt i slaget.